# Roland Ulrich
Roland Ulrich (* 8. Februar 1913 in Parnes (Oise); † 11. Mai 1971 in Boulogne-Billancourt) war ein französischer Radrennfahrer und nationaler Meister im Radsport.

## Sportliche Laufbahn
Ulrich war im Bahnradsport aktiv. Er begann als Schüler gemeinsam mit seinem Freund Louis Gérardin mit dem Radsport. 1933 gewann er die nationale Meisterschaft im Sprint der Amateure und der Unabhängigen.
Bei den Bahnradsport-Weltmeisterschaften 1933 gewann er die Silbermedaille im Sprint der Amateure. Bei der Bahnradsport-Weltmeisterschaften 1932 unterlag er im Viertelfinale gegen Albert Richter aus Deutschland. 1933 gewann Ulrich die Pariser Meisterschaft im Sprint und belegte beim Grand Prix de Paris hinter Marcel Jézo den dritten Platz bei den Amateuren.